# Reichsstadt Gelnhausen
Die Reichsstadt Gelnhausen war eine staufische Gründung und existierte formal bis zum Reichsdeputationshauptschluss.

## Gründung

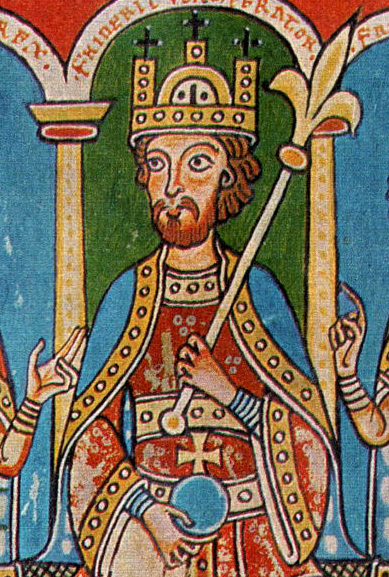
Stadtgründer Kaiser Friedrich (Barbarossa)

Gelnhausen lag verkehrsgünstig an der Via Regia, der Handelsstraße von Frankfurt am Main nach Leipzig, und war auch militärstrategisch günstig am Austritt der Kinzig aus der Enge zwischen Spessart und Vogelsberg zum Rhein-Main-Gebiet gelegen, so dass dieser Durchgang hier leicht gesperrt werden konnte. Gelnhausen war einer der vier städtischen Stützpunkte kaiserlicher Macht im Bereich der Wetterau neben Frankfurt am Main, Wetzlar und Friedberg.
Die Stadt wurde am 25. Juli 1170 durch Kaiser Friedrich I. (Barbarossa) gegründet und ihr damit ein Stadtrecht gegeben. Errichtet wurde sie als geplante Stadtanlage. Drei Dörfer am Hang nördlich der Kinzig wurden einbezogen, eines davon war „Gelnhausen“. Die Stadt wurde mit Zoll- und Rechtsprivilegien ausgestattet. Die Gerichtsbarkeit behielt sich der Kaiser vor. Rechtlich von der Stadt völlig getrennt war die Kaiserpfalz Gelnhausen und die sie unmittelbar umgebende Siedlung. Sie gehörten nicht zur Stadt.
Schon bald – noch vor 1180 – nahm in der Stadt eine eigene Münze ihre Arbeit auf. Die Stadt war – gemessen am Steueraufkommen – nach Frankfurt am Main die zweitreichste Stadt im Heiligen Römischen Reich und wurde zum Oberhof für mehr als 20 Kleinstädte.
Am 8. September 1257 bestätigte der neu gewählte König Richard die Privilegien der Stadt und erweiterte sie, was die Autonomie Gelnhausens stärkte.

## Innere Verwaltung

### Schultheiß

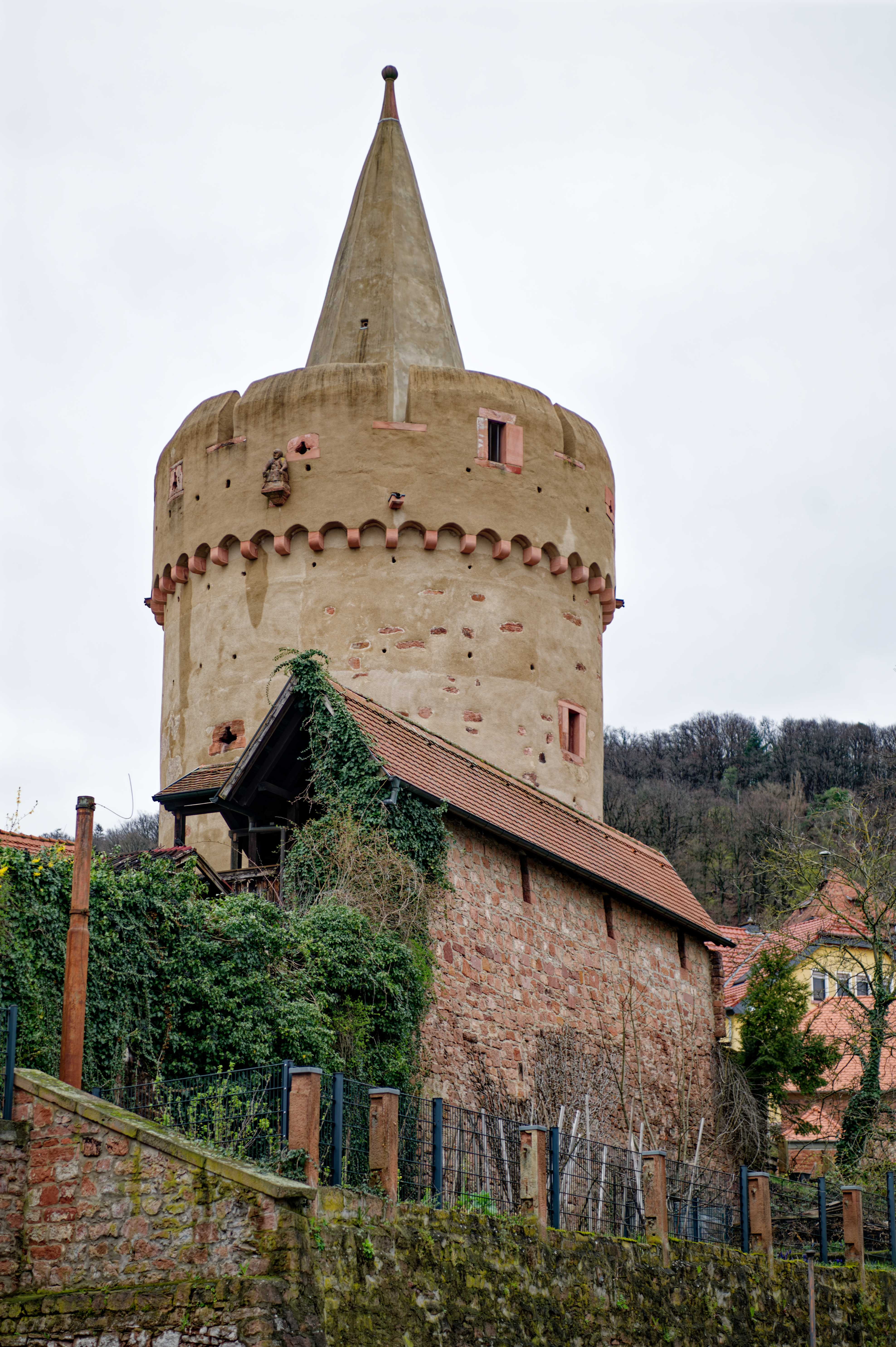
Turm Fratzenstein und Rest der Stadtmauer

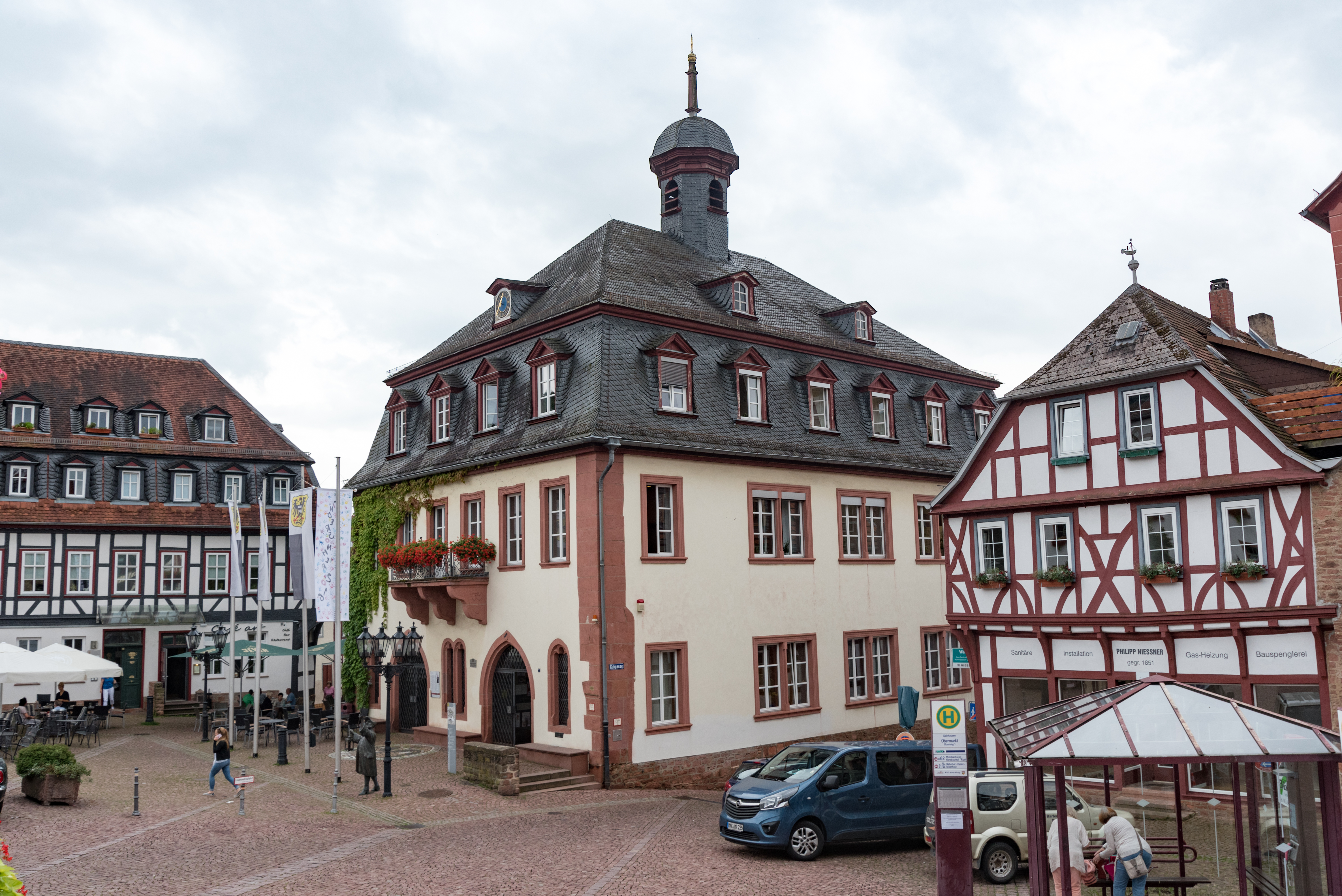
Rathaus am Obermarkt

Vertreter des Königs in der Stadt war ein Schultheiß. Dieser ist nicht zu verwechseln mit dem städtischen Schultheiß, den der städtische Rat wählte, einem vor 1500 neu geschaffenen Amt. Königliche Schultheiße waren:
| Nennung | Name                      |
| ------- | ------------------------- |
| 1241    | Dietrich von Bardenhausen |
| 1247    | Dietrich von Partenstein  |
| 1261    | Hermann (I.) Fürzchen     |
| 1336    | Hermann (II.) Fürzchen    |

Der Schultheiß überwachte die – zunächst königlichen, später verpfändeten – Rechte, Markt, Zoll und Münze. Außerdem war er Vorsitzender des Gerichts, das neben ihm weitere 12 Schöffen bildeten.
Mit Übergang der Stadtherrschaft an die Pfandherren setzten diese den Schultheißen ein. Seit 1440 trug er die Bezeichnung „Amtmann“, eine Angleichung an die territorialen Strukturen der Pfandherren, die auch die schleichende Mediatisierung der Stadt anzeigt.

### Selbstverwaltung
Im 14. Jahrhundert bildeten sich die Organe der städtischen Selbstverwaltung heraus. Dazu gehörten:
- die beiden Bürgermeister,
- ein Stadtrat aus 12 Personen,
- eine Reihe von Ehrenämtern – immer doppelt besetzt – die Aufgaben in einzelnen Sachbereichen wahrnahmen: Rentmeister, Geschosser[Anm. 1], Kastenmeister, Baumeister, Fleischschätzer, Stadtschreiber.[13]
- Ab 1500 tritt ein städtischer Schultheiß hinzu, den der Rat der Stadt wählt.[14]

Diese innere Verfassung hielt bis zum Anfang des 17. Jahrhunderts. Ausgelöst nicht zuletzt von einer sich wirtschaftlich verschlechternden Situation kam es ab 1612 zu schweren Auseinandersetzungen zwischen dem Patriziat auf der einen und Handwerkern und Bürgern auf der anderen Seite. Auch verstärkte die um sich greifende Angst vor Schadenzauber (Hexenwahn) die Situation. Unter Vermittlung der Pfandherrschaft, die das nutzte, um ihren Einfluss auf die inneren Angelegenheiten der Stadt zu stärken, wurde Ende 1616 ein prekärer Ausgleich erzielt. Aber er löste die grundlegenden Probleme nicht.

## Außenbeziehung

### Stadtherr
Stadtherr war mit der und durch die Gründung zunächst der deutsche König. Durch die Verpfändungen der Stadt, die in den nächsten Jahrhunderten folgten, wurden die jeweiligen Pfandnehmer zu Stadtherren.

#### Erste Verpfändungen
Bereits König Wilhelm von Holland verpfändete die Stadt, löste das Pfand aber 1254 wieder ein.
Die Reichspfandschaft bedeutete, dass die Stadt und aus ihr zu ziehende Einkünfte als dingliche Sicherheit für einen Kredit dienten, den ein Pfandherr (Pfandgläubiger) dem Kaiser gewährte. Die Kreditzinsen wurden durch einen entsprechenden Anteil an den sonst dem Reich zustehenden Steuern aus dem Aufkommen der Stadt bedient. Die innere Struktur und die Reichsstandschaft der Reichsstadt blieb davon zunächst unberührt. In der Praxis aber schuf diese Situation Eingriffsrechte für die Pfandherrschaft, die im Laufe der Zeit im Fall von Gelnhausen de facto eine weitgehende Mediatisierung bewirkten.
1282 bis 1323 wurde die Reichsstadt durch König Rudolf I. von Habsburg für 100 Mark Silber an seinen königlichen Landvogt in der Wetterau, Gerlach von Breuberg, verpfändet. Nach Aussterben seines Geschlechts im Rahmen der Erbteilung unter den Töchtern wurde das Pfand wieder ausgelöst.
Gelnhausen wurde ab 1326 ein weiteres Mal, diesmal durch König Ludwig IV. verpfändet. Die Pfandsumme betrug diesmal 8000 Pfund Heller. Pfandnehmer war diesmal Ulrich II. von Hanau. 1330 wurden die Bürger von ihrem Treueeid gegenüber dem Kaiser entbunden und diesbezüglich auf Hanau verwiesen. Kurz darauf aber wurde, vermutlich gegen einen Rheinzoll, Gelnhausen vom Reich zurückgetauscht.
1347 beglich Kaiser Karl IV. Verpflichtungen in Höhe von 15.000 Gulden, die er gegenüber Kraft III. von Hohenlohe-Weikersheim eingegangen war, indem er ihm die Reichsstädte Gelnhausen und Friedberg verpfändete. Am 26. Mai 1349 verpfändete König Karl IV. Gelnhausen erneut, diesmal an Graf Günther von Schwarzburg und die Grafen von Hohnstein als Gegenleistung für den Thronverzicht Günthers für 5000 Mark Silber. Dies wurde am 12. Juni 1349 veröffentlicht. Am 15. Juni 1349 stellte Karl IV. eine Huldigungsanweisung über Gelnhausen zugunsten von Graf Günther aus, und schon am 26. Juni 1349 huldigte die Stadt ihrem neuen Herren.
Am 22. Juli 1431/32 verkauften die Grafen von Hohnstein ihre Anteile an der Pfandschaft an die Grafen von Schwarzburg.

#### Verpfändung an Hanau und die Pfalz
Am 26. Mai 1435 wiederum verkaufte Heinrich IX. von Schwarzburg – zunächst mit dem Vorbehalt der Wiedereinlösung – die Pfandschaft an Reinhard II. von Hanau und Kurfürst Ludwig III. von der Pfalz für 8000 Gulden. Hanau und die Pfalz nahmen nun die Pfandherrschaft über die Stadt gemeinsam, als Kondominium, wahr. Allerdings bestand zwischen den beiden Pfandnehmern ein kompliziertes Innenverhältnis: Weil Hanau von der Summe 7000 Gulden, die Pfalz aber nur 1000 Gulden aufgebracht hatte, bestand zwischen beiden Parteien die Abmachung, dass Hanau so lange Nutznießer der Einkünfte aus Gelnhausen sein solle, bis die Pfalz 3000 Gulden nachgezahlt und so auf den hälftigen Anteil aufgestockt habe – das aber geschah nie.
Das Schwarzburger Recht zur Wiedereinlösung der Pfandschaft wurde im Rahmen der Mitgift anlässlich der Heirat des Grafen Reinhard IV. von Hanau-Münzenberg mit Katharina von Schwarzburg-Blankenburg 1496 von Schwarzburger Seite aufgegeben.
1604 versuchte Graf Philipp Ludwig II. von Hanau-Münzenberg den pfälzischen Anteil am Pfand zu kaufen. Der Kurfürst lehnte aber ab.
1617 gab es einen Versuch der Stadt, den Hanauer Anteil an der Pfandschaft selbst abzulösen. Die Hanauer Regentschaft war daran aber nicht interessiert und zögerte den Vorgang hinaus. Der ein Jahr später ausbrechende Dreißigjährige Krieg ließ das Projekt scheitern. Aber auch die Pfandherrschaft scheiterte mit dem Versuch, Gelnhausen zu mediatisieren. Das Reichskammergericht untersagte entsprechende Handlungen seitens des Hanauer Grafen mit einer endgültigen Entscheidung vom 8. Mai 1629, die 1734 noch einmal bekräftigt wurde – allerdings mit dem Hinweis, dass die Stadt auch die entsprechenden Beiträge an das Reich abzuführen habe.

#### Übernahme durch Hessen-Kassel
Mit dem Tod des letzten Hanauer Grafen, Johann Reinhard III., 1736 fiel der Hanauer Anteil an der Pfandschaft zusammen mit der Grafschaft Hanau-Münzenberg an die Landgrafschaft Hessen-Kassel. Deren Regierung war sehr daran interessiert, den kurpfälzischen Anteil an der Pfandschaft zu übernehmen. 1744 bis 1746 wurde darüber verhandelt. Hauptproblem war, wie die 1435 gezahlten 1000 Rheinischen Gulden in die geltende Währung umzurechnen seien. Letztendlich wurde der politische Preis von 12.000 Gulden vereinbart. 8750 Gulden sollten bar bezahlt, der restliche Betrag gegen Schulden verrechnet werden, die die Pfalz gegenüber Hessen hatte. Und der pfälzische Verhandlungsführer, Fleck von Roseneck, erhielt eine Provision von 500 Gulden. Faktisch war Gelnhausen nun eine hessische Landstadt, wenn auch mit einigen Sonderrechten.

#### Übersicht: Phasen der Pfandherrschaft
| Zeitraum          | Pfandherrschaft                                                | Pfandherrschaft          | Bemerkungen |
| ----------------- | -------------------------------------------------------------- | ------------------------ | --- |
| vor 1282          | -                                                              | -                        | pfandschaftsfrei |
| 1282 – nach 1320  | Breuberg                                                       | Breuberg                 | 1282 von Rudolf I. (HRR) an Gerlach von Breuberg verpfändet. |
| 1326 – nach 1330  | Hanau                                                          | Hanau                    | 1326 erneut verpfändet, nach 1330 wieder ausgelöst. |
| ca. 1331 bis 1347 | -                                                              | -                        | pfandschaftsfrei |
| 1347              | Kraft III. von Hohenlohe                                       | Kraft III. von Hohenlohe | 15.000 fl von König Karl IV. an Kraft III. von Hohenlohe, verpfändet auf die Reichsstädte Gelnhausen und Friedberg                                                                                     |
| 1349 bis 1431     | Hälfte Schwarzburg                                             | Hälfte Hohnstein         | Verpfändung zu je 50 % an Schwarzburg und Hohnstein. |
| 1431 bis 1435     | Schwarzburg                                                    | Schwarzburg              | Schwarzburg hat den Hohnsteiner Anteil übernommen. |
| 1435 bis 1496     | Hälfte Hanau (vorbehaltlich Wiedereinlösung durch Schwarzburg) | Hälfte Kurpfalz          | Schwarzburg verkauft die Pfandschaft je zur Hälfte an Hanau und Kurpfalz. Auf den Hanauer Anteil behielt sich Schwarzburg die Wiedereinlösung vor                                                      |
| 1496 bis 1736     | Hälfte Hanau                                                   | Hälfte Kurpfalz          | Bei der Heirat von Graf Reinhard IV. von Hanau-Münzenberg und Katharina von Schwarzburg-Blankenburg ging 1496 der Schwarzburger Anteil endgültig an Hanau über.                                        |
| 1736 bis 1746     | Hälfte Hessen-Kassel                                           | Hälfte Kurpfalz          | Der Hanauische Besitz ging als Erbe an Hessen-Kassel. |
| 1746–1803         | Hessen-Kassel                                                  | Hessen-Kassel            | Hessen Kassel hat den Anteil der Kurpfalz gekauft und ist damit alleiniger Pfandherr. 1803 Mediatisierung Gelnhausens an Hessen-Kassel. Das Pfandschaftsverhältnis wurde gegenstandslos und aufgelöst. |

### Städtebünde
Die krisenhafte Situation am Ende der Stauferzeit, in der Mitte des 13. Jahrhunderts, führte dazu, dass der königliche Schutz zunehmend unzuverlässig wurde. Gelnhausen versuchte, diese Sicherheitslücke durch Bündnisse mit anderen Städten – und auch Territorialherren – auszugleichen. Ein erster derartiger Versuch ist bereits für 1226 bezeugt, scheiterte aber noch am Widerstand des Königs. 1254 trat die Stadt dem Ersten Rheinischen Städtebund bei, der aber nur bis 1257 Bestand hatte. 1285 trat sie dem Wetterauer Städtebund bei, der bis 1364 mehrfach erneuert wurde. Auch am Zweiten Rheinischen Städtebund (1381–1389) war Gelnhausen beteiligt.
Mit dem Ende des 14. Jahrhunderts war auch die Zeit der Städtebünde vorbei. Regionale Landfrieden, die 100 Jahre später in den Ewigen Landfrieden von 1495 mündeten, stellten die Friedenssicherung nun zunehmend sicher.

### Reichsstandschaft
Gelnhausen besaß die Reichsstandschaft auch wenn es die damit verbundenen Rechte wohl lange Zeit nicht aktiv wahrnahm und immer dann, wenn dieser Status mit Verpflichtungen verbunden war, sich den Pflichten zu entziehen suchte, auch indem sie auf ihre Stellung unterhalb einer Pfandherrschaft verwies. Wenn aber die Pfandherrschaft versuchte, aus solchem Verhalten Nutzen zu ziehen und die Stadt zu mediatisieren, berief Gelnhausen sich auf seine Stellung als Freie Reichsstadt. Noch 1706 ließ sie sich auf dem Reichstag – gegen den massiven Protest der Pfandherren – vertreten. Als die Stadt dies 1742 erneut versuchte, ließ der Landgraf von Hessen-Kassel – seit 1736 als Pfandherr in den Hanauer Anteil der Herrschaft eingetreten – dies durch die militärische Besetzung der Stadt verhindern und erzwang mit Gewalt den Verzicht der Stadt auf die Ausübung der mit der Reichsstandschaft verbundenen Rechte.

## Spätmittelalter und Frühe Neuzeit

### Entwicklungen

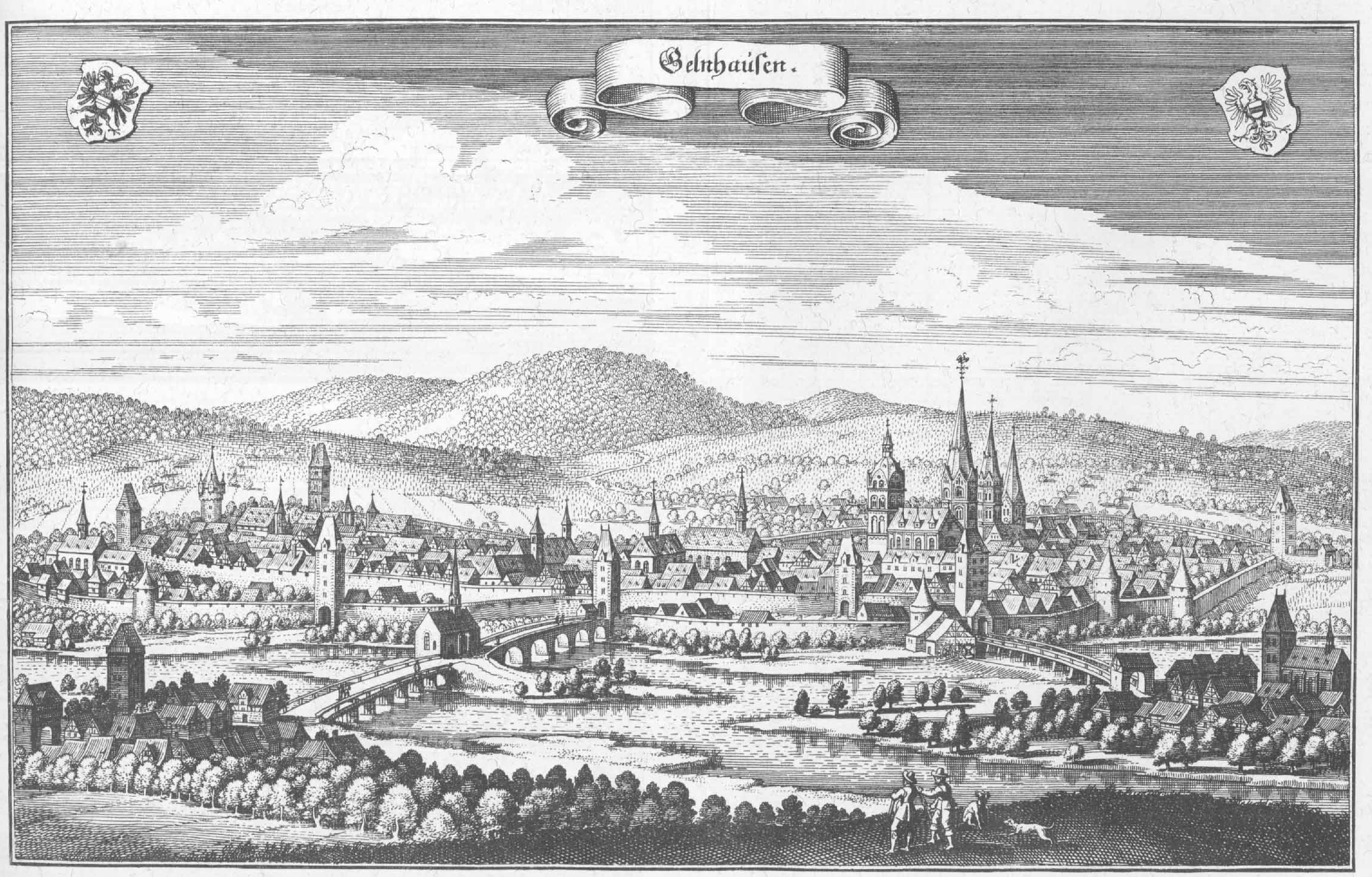
Die Reichsstadt nach dem 30-jährigen Krieg (Matthäus Merian: Topographia Hassiae et regionum vicinarum)

In der Mitte des 14. Jahrhunderts hatte die Stadt etwa 3.500 bis 4.000 Einwohner und eine Fläche von 30 ha, „für damalige Verhältnisse eine Mittelstadt“.
Die erstarkenden Territorialherren im Umfeld der Stadt, vor allem die Herrschaft, ab 1429: Grafschaft, Hanau, und die Herrschaft und ab 1442: Grafschaft Büdingen, wurden zunehmend zu einer Bedrohung der Selbständigkeit der Stadt. Sie erlangten für Ortschaften in ihren Territorien ebenfalls Stadtrechte: Steinau (1290), Hanau (1303), Büdingen (1330) und Wächtersbach (1404). Diese versuchten in wirtschaftliche Konkurrenz zu Gelnhausen zu treten. Den Grafen von Hanau gelang es zudem über ein Kondominat mit der Pfalz in die Stellung eines Stadtherren über Gelnhausen zu gelangen. Die Büdinger erwarben Besitz im unmittelbaren Umfeld der Stadt. Hinzu traten sich verlagernde Warenströme, die Gelnhausen immer weiter ins Abseits triften ließen, und die Ermordung der Angehörigen der jüdischen Gemeinde in einem Pestpogrom 1348 oder 1349. Der Aufschwung der Stadt fand ein Ende und ein langsamer Abstieg begann. Der Dreißigjährige Krieg aber bedeutete dann einen gewaltigen Einbruch: Am Ende war die Zahl der Einwohner auf wenige hundert geschrumpft.

### Rechtliche Auseinandersetzungen mit der Pfandherrschaft
Die Zugehörigkeit der Siedlung Ziegelhaus war seit dem 14. Jahrhundert ein Zankapfel zwischen Hanau und Gelnhausen. Sie lag unmittelbar südlich der Stadt auf der gegenüberliegenden Seite der Kinzig im Hanauer Gericht Altenhaßlau. Der Streit war auf zwei sich widersprechende Belehnungen im 14. Jahrhundert zurückzuführen: 1346 verlieh Kaiser Ludwig der Bayer das Gebiet von Ziegelhütte an die Stadt Gelnhausen. 1362 kaufte Ulrich III. von Hanau das Gericht Altenhaßlau, spätestens 1377 erfolgte auch seine Belehnung.
Ab 1549 stritten Stadt, Reich und Pfandherren in unterschiedlichen Konstellationen, später auch vor Reichshofrat und Reichskammergericht, den höchsten Gerichten des Reiches, um die Reichsstandschaft der Stadt. Kurioser Weise begann das damit, dass die Stadt sich zunächst hinter der Pfandherrschaft zu verstecken suchte, als das Reich von ihr die Beiträge verlangte, die den Reichsstädten durch Beschluss des Geharnischten Reichstags 1548 auferlegt worden waren. Später prozessierte die Stadt eben mit dem Argument, Freie Reichsstadt zu sein, gegen die Pfandherrschaft, was bis 1762 andauerte. Formal ging es um die Frage, ob die Stadt dem Kaiser oder der Pfandherrschaft zu huldigen verpflichtet war. In dem Streit kam es zu gewaltsamen Übergriffen. Die militärische Macht lag dabei auf der Seite der Pfandherrschaft. Dem hatte der Rat nur den Rechtsweg vor dem Reichskammergericht entgegenzusetzen. Die Parteien des Streites bildeten im 17. und 18. Jahrhundert auf der einen Seite die Grafschaft Hanau und die (nicht-ratsfähige) Bürgerschaft sowie auf der anderen Seite der Rat der Stadt und das Reich.

### Ende

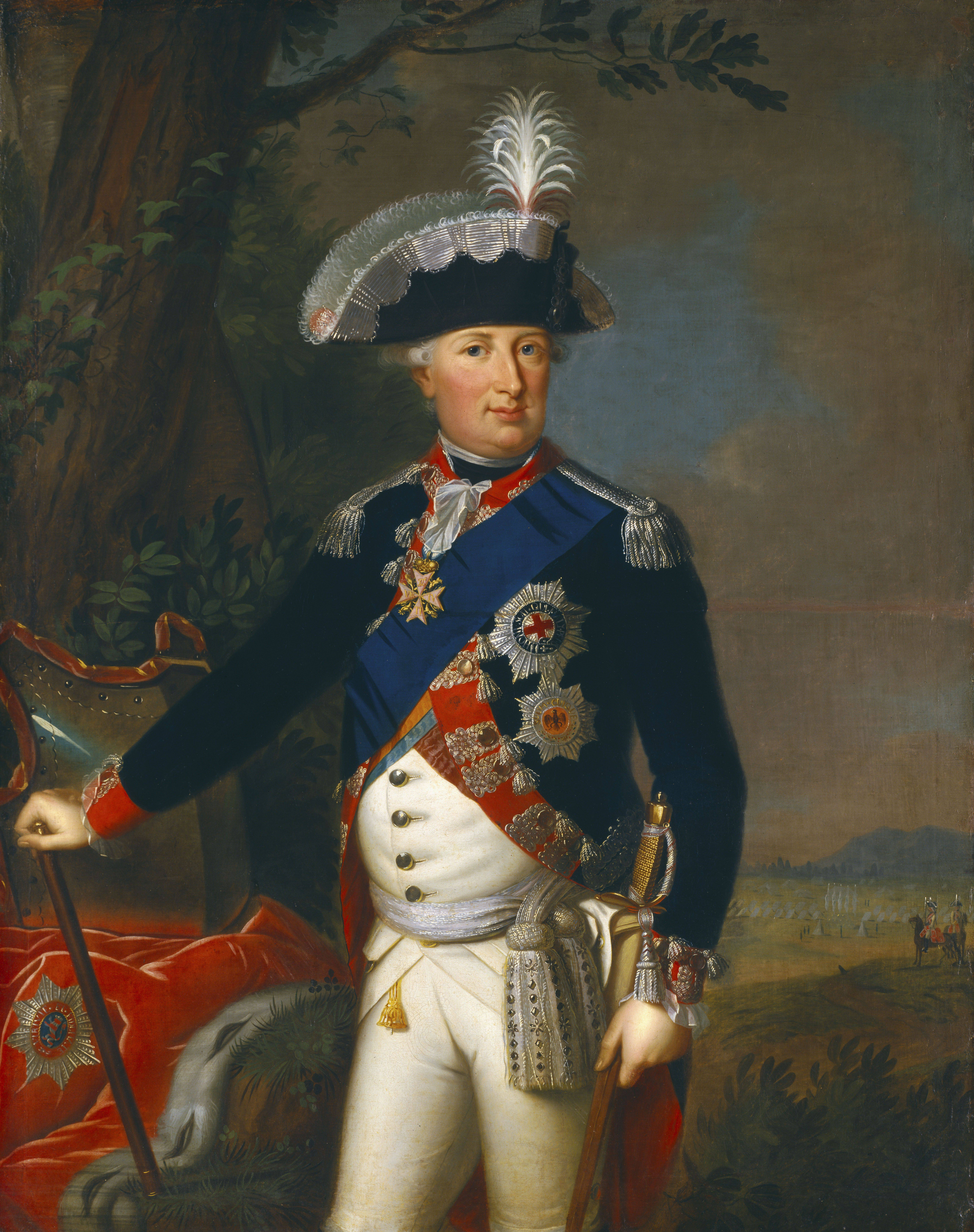
Der letzte Pfandherr: Landgraf Wilhelm IX.

Das auch formale Ende des Status als „Freie Reichsstadt“ kam in der Folge des Friedens von Lunéville: Die Landgrafschaft Hessen-Kassel erhielt Gelnhausen als Teil einer Entschädigung für linksrheinisch verlorenes Gebiet. Die Stadt huldigte dem Vertreter des nunmehr vom Pfandherren zum Landesherren mutierten Landgrafen Wilhelm IX. am 2. Juni 1803.